# Галанов, Геннадий Васильевич
Геннадий Васильевич Галанов (1922—1981) — гвардии майор 91 штурмового авиационного полка Военно-воздушных сил РККА (ВВС СССР), участник Великой Отечественной войны, кавалер четырёх боевых орденов, Герой Советского Союза (1946).

## Биография
Родился 2 февраля 1922 года в селе Мальцево (ныне — Пильнинский район Нижегородской области) в семье крестьянина. Окончил школу-семилетку в родном селе, затем переехал в город Дзержинск, где в 1940 году окончил 10 классов средней школы и курс обучения в аэроклубе. В том же году он был призван на службу в Рабоче-крестьянскую Красную Армию Дзержинским районным военным комиссариатом Горьковской области. В 1941 году окончил Энгельсскую военную авиационную школу пилотов.
С 25 января 1943 года — на фронтах Великой Отечественной войны. Летал на штурмовике «Ил-2», участвовал в боях на Калининском, Воронежском, 1-м и 2-м Украинском фронтах. Воевал в составе полков под командованием Героев Советского Союза Байдукова и Каманина. Принимал участие в Демянской операции, Курской битве, Белгородско-Харьковской операции, освобождении Украинской ССР, в том числе Киева, битве за Днепр, Житомирско-Бердичевской, Корсунь-Шевченковской, Проскуровско-Черновицкой, Львовско-Сандомирской, Белградской, Будапештской, Венской и Пражской операциях.
К 21 октября 1944 года гвардии лейтенант Геннадий Галанов командовал звеном 91-го гвардейского штурмового авиаполка 4-й гвардейской штурмовой авиадивизии 5-го штурмового авиационного корпуса 5-й воздушной армии 2-го Украинского фронта. К тому времени он совершил 125 боевых вылетов на разведку, бомбардировку и штурмовку скоплений боевой техники и живой силы противника.
В 1946 году Указом Президиума Верховного Совета СССР от 15 мая 1946 года за «успешно выполненные 125 боевых вылетов на штурмовике Ил-2 и проявленные при этом отвагу и мужество» гвардии лейтенант Геннадий Галанов был удостоен высокого звания Героя Советского Союза с вручением ордена Ленина и медали «Золотая Звезда» за номером 6907.
По окончании Великой Отечественной войны продолжил службу в ВВС. Уволен в запас армии в 1955 году в звании майора.
В мирное время жил с семьёй, и трудился до выхода на пенсию по возрасту, в городе Молодогвардейске Луганской области Украинской ССР.
Умер 24 января 1981 года, Молодогвардейск.

## Награды, звания
- Орден Красной Звезды : 16.08.1943,
- Орден Отечественной войны I степени : 30.12.1943,
- Орден Красного Знамени : 18.08.1944,
- Медаль «За победу над Германией в Великой Отечественной войне 1941—1945 гг.» : 09.05.1945,
- Медаль «За взятие Вены» : 09.05.1945,
- Медаль «За взятие Будапешта» : 09.06.1945,
- Орден Красного Знамени : 13.06.1945,
- Герой Советского Союза — Орден Ленина и медаль «Золотая звезда» : 15.05.1946,
- Медаль «За боевые заслуги» : 19.11.1951[2].

## Память
- 2016 — в память о герое Советского Союза, Геннадии Галанове, жителе города Молодогвардейска, на доме № 13, ул. Школьная, в котором он жил 10.09.2016 г. торжественно установлена мемориальная плита.